# Кунг-фу панда 4
„Кунг-фу панда 4“ (на английски: Kung Fu Panda 4) е компютърна анимация от 2024 година, продуцирана от „Дриймуъркс Анимейшън“ и разпространена от „Юнивърсъл Пикчърс“. Това е четвъртата  и последна част от поредицата „Кунг-фу панда“ и е продължение на „Кунг-фу панда 3“ (2016). Режисьор е Майк Мичъл, озвучаващият състав се състои от Джак Блек, Дъстин Хофман, Джеймс Хонг, Брайън Кранстън и Иън Макшейн, които повтарят ролите си от първите три филма, докато Акуафина, Вайола Дейвис и Кей Хюи Кван се присъединяват към състава.
Премиерата на филма се състои в AMC 14, Лос Анджелис на 3 март 2024 г., и излиза по кината в Съединените щати на 8 март 2024 г. Филмът получава позитивни отзиви от критиците и печели повече 100 милиона щатски долара в световен мащаб, което го превръща в деветия най-високобюджетния филм за 2024 г.

## Актьорски състав
- Джак Блек – По (голяма панда)[5]
- Акуафина – Жен (корсакова лисица)[5]
- Вайола Дейвис – Хамелеон[5]
- Дъстин Хофман – Шифу (червена панда)[5]
- Джеймс Хонг – Г-н Пинг, осиновения гъсок-баща на По.[5]
- Брайън Кранстън – Ли Шан, биологичния баща на По.[5]
- Иън Макшейн – Тай Лунг (барс)[5]
- Кей Хюи Кван – Хан (малайски люспеник)[6]
- Лори Тан Чин – Баба Свиня[6]
- Рони Чиенг – Капитан Риба
- Хари Шъм младши – Скот, огнедищащ крокодил

## В България
В България филмът излезе по кината на 15 март 2024 г. от „Форум Филм България“ на 2D и 3D. Предпремиерата му беше на 8 март, а гала премиерата беше на 11 март 2024 г. в „Синема Сити Парадайс“.